# Walter af Pagliara
Walter af Pagliara (italiensk: Gualtiero da Pagliaria; døde 1229 eller 1231) var kongeriget Siciliens kansler under Dronning Constance og kejser Henrik 6. af Det tysk-romerske rige. Han var også biskop af Troia (1189–1208) og senere biskop af Catania (fra 1208).